# Ostichthys trachypoma
El candil de lo alto es la especie Ostichthys trachypoma, un pez marino de la familia holocéntridos, distribuida por toda la costa oeste del océano Atlántico desde el norte de Estados Unidos hasta Argentina, incluidos el mar Caribe y el Golfo de México.

## Anatomía
Tienen una longitud máxima de unos 20 cm. El cuerpo de los adultos es rojizo sin marcas visibles; espina preopercular prominente; opérculo con una espina larga y muchas espinas pequeñas; las partes blandas de las aletas dorsal y anal sin escamas; los lóbulos de la aleta caudal, la dorsal blanda y la anal son todos puntiagudos.

## Hábitat y biología
Vive en aguas tropicales de poca profundidad, pegado al fondo donde se esconde y alimenta.

## Importancia para el hombre
Se pesca con poca importancia comercial, se vende fresco con un precio intermedio.